# Como Calcio 1986-1987
Questa voce raccoglie le informazioni riguardanti il Como Calcio nelle competizioni ufficiali della stagione 1986-1987.

## Stagione
Nella stagione 1986-1987 il Como allenato da Emiliano Mondonico ha concorso in due competizioni ufficiali: in Serie A si è piazzato al 10º posto della classifica, miglior marcatore stagionale Salvatore Giunta con 6 reti, delle quali 2 segnate in Coppa Italia e 4 le reti in campionato. In Coppa Italia si è fermato al primo turno, chiudendo al terzo posto (dopo sorteggio perché le reti tra Como e Casertana erano in parità) nel primo girone di qualificazione composto da Empoli, Casertana (entrambe qualificate), Fiorentina, Pescara e Arezzo. Lo straniero dei lariani è ancora lo svedese Dan Corneliusson giunto alla sua terza stagione a Como, ma gioca e segna poco, causa guai fisici. Lo sponsor principale per questa stagione è la Mita Copiers, mentre il fornitore tecnico è l'Adidas.

## Organigramma societario
Area direttiva
- Presidente: Benito Gattei
- Direttore sportivo: Alessandro Vitali
- Segretario: Carlo Lambrugo
- Medico sociale: dott. Paolo Mascetti

Area tecnica
- Allenatore: Emiliano Mondonico
- Secondo allenatore: Angelo Pereni
- Addetto stampa: Gianfranco Usuelli
- Massaggiatori: Roberto Mauri e Riccardo Camesasca

## Rosa

Maccoppi in marcatura su Serena in Como-Juventus (0-0) del 2 novembre 1986

| N. |                   | Ruolo | Calciatore           |
| -- | ----------------- | ----- | -------------------- |
|    | Italia (bandiera) | P     | Simone Braglia       |
|    | Italia (bandiera) | P     | Mario Paradisi       |
|    | Italia (bandiera) | P     | Renato Radaelli      |
|    | Italia (bandiera) | D     | Massimo Albiero      |
|    | Italia (bandiera) | D     | Pasquale Bruno       |
|    | Italia (bandiera) | D     | Giovanni Guerrini    |
|    | Italia (bandiera) | D     | Stefano Maccoppi     |
|    | Italia (bandiera) | D     | Luca Moz             |
|    | Italia (bandiera) | D     | Mirco Omiccioli      |
|    | Italia (bandiera) | D     | Luigi Russo          |
|    | Italia (bandiera) | D     | Antonio Tempestilli  |
|    | Italia (bandiera) | C     | Mauro Antonioli      |
|    | Italia (bandiera) | C     | Fabio Aselli         |
|    | Italia (bandiera) | C     | Giuseppe Maria Butti |
|    | Italia (bandiera) | C     | Francesco Casagrande |

| N. |                   | Ruolo | Calciatore                   |
| -- | ----------------- | ----- | ---------------------------- |
|    | Italia (bandiera) | C     | Giancarlo Centi (capitano)   |
|    | Italia (bandiera) | C     | Massimo De Solda             |
|    | Italia (bandiera) | C     | Oreste Didonè                |
|    | Italia (bandiera) | C     | Salvatore Giunta             |
|    | Italia (bandiera) | C     | Giovanni Invernizzi          |
|    | Italia (bandiera) | C     | Luca Mattei                  |
|    | Italia (bandiera) | C     | Valerio Mazzucato            |
|    | Italia (bandiera) | C     | Egidio Notaristefano         |
|    | Italia (bandiera) | C     | Marco Sinigaglia             |
|    | Italia (bandiera) | C     | Enrico Todesco               |
|    | Italia (bandiera) | A     | Stefano Borgonovo            |
|    | Italia (bandiera) | A     | Massimo Cicconi              |
|    | Svezia (bandiera) | A     | Mats Dan Erling Corneliusson |
|    | Italia (bandiera) | A     | Marco Simone                 |
|    | Italia (bandiera) | A     | Franco Turrini               |

## Risultati

### Serie A

#### Girone di andata
| Roma 14 settembre 1986, ore 15.00 1ª giornata | Roma                      | 0 – 0 referto | Como | Stadio Olimpico\| Arbitro: \| Pezzella (Frattamaggiore) \| |
| Arbitro:                                      | Pezzella (Frattamaggiore) |               |      |                                                            |

| Arbitro: | D'Elia (Salerno) |

|                          |           |              |
| Notaristefano 71’ (rig.) | Marcatori | 49’ Francini |

| Arbitro: | Boschi (Parma) |

|  |           |             |
|  | Marcatori | 51’ Todesco |

| Arbitro: | Casarin (Milano) |

|                  |           |  |
| Corneliusson 29’ | Marcatori |  |

| Arbitro: | Pairetto (Torino) |

|            |           |            |
| Dirceu 21’ | Marcatori | 33’ Mattei |

| Como 19 ottobre 1986, ore 15.00 6ª giornata | Como           | 0 – 0 referto | Fiorentina | Stadio Giuseppe Sinigaglia\| Arbitro: \| Pieri (Genova) \| |
| Arbitro:                                    | Pieri (Genova) |               |            |                                                            |

| Ascoli Piceno 26 ottobre 1986, ore 15.00 7ª giornata | Ascoli           | 0 – 0 referto | Como | Stadio Cino e Lillo Del Duca\| Arbitro: \| D'Elia (Salerno) \| |
| Arbitro:                                             | D'Elia (Salerno) |               |      |                                                                |

| Como 2 novembre 1986, ore 15.00 8ª giornata | Como              | 0 – 0 referto | Juventus | Stadio Giuseppe Sinigaglia\| Arbitro: \| Mattei (Macerata) \| |
| Arbitro:                                    | Mattei (Macerata) |               |          |                                                               |

| Bergamo 9 novembre 1986, ore 15.00 9ª giornata | Atalanta         | 0 – 0 referto | Como | Stadio Comunale\| Arbitro: \| Casarin (Milano) \| |
| Arbitro:                                       | Casarin (Milano) |               |      |                                                   |

| Arbitro: | Longhi (Roma) |

|                    |           |           |
| Matteoli 3’ (aut.) | Marcatori | 24’ Fanna |

| Arbitro: | Coppetelli (Tivoli) |

|                     |           |            |
| Giunta 9’, 50’, 61’ | Marcatori | 71’ Edinho |

| Arbitro: | Lo Bello (Siracusa) |

|                     |           |  |
| P. Rossi 33’ (rig.) | Marcatori |  |

| Arbitro: | Pieri (Genova) |

|                     |           |                        |
| Caffarelli 17’, 38’ | Marcatori | 89’ (aut.) Bruscolotti |

| Arbitro: | Pairetto (Torino) |

|  |           |             |
|  | Marcatori | 62’ Maldini |

| Empoli 11 gennaio 1987, ore 15.00 15ª giornata | Empoli         | 0 – 0 referto | Como | Stadio Carlo Castellani\| Arbitro: \| Boschi (Parma) \| |
| Arbitro:                                       | Boschi (Parma) |               |      |                                                         |

#### Girone di ritorno
| Como 18 gennaio 1987, ore 15.00 16ª giornata | Como          | 0 – 0 referto | Roma | Stadio Giuseppe Sinigaglia\| Arbitro: \| Redini (Pisa) \| |
| Arbitro:                                     | Redini (Pisa) |               |      |                                                           |

| Arbitro: | Pezzella (Frattamaggiore) |

|             |           |  |
| Dossena 43’ | Marcatori |  |

| Como 8 febbraio 1987, ore 15.00 18ª giornata | Como             | 0 – 0 referto | Sampdoria | Stadio Giuseppe Sinigaglia\| Arbitro: \| Lanese (Messina) \| |
| Arbitro:                                     | Lanese (Messina) |               |           |                                                              |

| Arbitro: | Bergamo (Livorno) |

|                                 |           |  |
| Occhipinti 7’ Gritti 62’ (rig.) | Marcatori |  |

| Arbitro: | Mattei (Macerata) |

|                          |           |                                  |
| Notaristefano 88’ (rig.) | Marcatori | 47’ (rig.) Colomba 86’ Schachner |

| Arbitro: | Boschi (Parma) |

|          |           |                         |
| Diaz 53’ | Marcatori | 2’ Maccoppi 77’ Todesco |

| Como 15 marzo 1987, ore 15.00 22ª giornata | Como               | 0 – 0 referto | Ascoli | Stadio Giuseppe Sinigaglia\| Arbitro: \| Sguizzato (Verona) \| |
| Arbitro:                                   | Sguizzato (Verona) |               |        |                                                                |

| Arbitro: | Coppetelli (Tivoli) |

|                |           |  |
| Manfredonia 9’ | Marcatori |  |

| Arbitro: | D'Elia (Salerno) |

|                    |           |               |
| Borgonovo 17’, 70’ | Marcatori | 71’ Strömberg |

| Arbitro: | Pezzella (Frattamaggiore) |

|             |           |  |
| Bergomi 52’ | Marcatori |  |

| Udine 12 aprile 1987, ore 15.00 26ª giornata | Udinese          | 0 – 0 referto | Como | Stadio Friuli\| Arbitro: \| Cornieti (Forlì) \| |
| Arbitro:                                     | Cornieti (Forlì) |               |      |                                                 |

| Arbitro: | Fabricatore (Roma) |

|                    |           |                 |
| Albiero 31’ (rig.) | Marcatori | 7’ (aut.) Bruno |

| Arbitro: | Bergamo (Livorno) |

|            |           |                  |
| Giunta 63’ | Marcatori | 76’ A. Carnevale |

| Milano 10 maggio 1987, ore 15.00 29ª giornata | Milan               | 0 – 0 referto | Como | Stadio Giuseppe Meazza\| Arbitro: \| Coppetelli (Tivoli) \| |
| Arbitro:                                      | Coppetelli (Tivoli) |               |      |                                                             |

| Arbitro: | D'Elia (Salerno) |

|  |           |          |
|  | Marcatori | 66’ Osio |

### Coppa Italia

#### Primo girone
| Arbitro: | Coppetelli (Tivoli) |

|                  |           |                 |
| Berlinghieri 62’ | Marcatori | 2’ Corneliusson |

| Arbitro: | Lanese (Messina) |

|              |           |            |
| Mazzarri 27’ | Marcatori | 80’ Giunta |

| Arbitro: | Acri (Novi Ligure) |

|                        |           |               |
| Giunta 15’ Todesco 59’ | Marcatori | 31’ Ianniello |

| Arbitro: | Sguizzato (Verona) |

|            |           |                         |
| Ermini 87’ | Marcatori | 27’ (rig.) Corneliusson |

| Arbitro: | Agnolin (Bassano del Grappa) |

|                   |           |           |
| Notaristefano 33’ | Marcatori | 5’ C. Pin |

## Statistiche

### Statistiche di squadra
| Competizione | Punti | In casa | In casa | In casa | In casa | In casa | In casa | In trasferta | In trasferta | In trasferta | In trasferta | In trasferta | In trasferta | Totale | Totale | Totale | Totale | Totale | Totale | DR |
| Competizione | Punti | G       | V       | N       | P       | Gf      | Gs      | G            | V            | N            | P            | Gf           | Gs           | G      | V      | N      | P      | Gf     | Gs     | DR |
| ------------ | ----- | ------- | ------- | ------- | ------- | ------- | ------- | ------------ | ------------ | ------------ | ------------ | ------------ | ------------ | ------ | ------ | ------ | ------ | ------ | ------ | -- |
| Serie A      | 26    | 15      | 3       | 9       | 3       | 11      | 10      | 15           | 2            | 7            | 6            | 5            | 10           | 30     | 5      | 16     | 9      | 16     | 20     | -4 |
| Coppa Italia | 6     | 2       | 1       | 1       | 0       | 3       | 2       | 3            | 0            | 3            | 0            | 3            | 3            | 5      | 1      | 4      | 0      | 6      | 5      | +1 |
| Totale       |       | 17      | 4       | 10      | 3       | 14      | 12      | 18           | 2            | 10           | 6            | 8            | 13           | 35     | 6      | 20     | 9      | 22     | 25     | -3 |

### Statistiche dei giocatori
| Giocatore        | Serie A  | Serie A | Serie A     | Serie A    | Coppa Italia | Coppa Italia | Coppa Italia | Coppa Italia | Totale   | Totale | Totale      | Totale     |
| Giocatore        | Presenze | Reti    | Ammonizioni | Espulsioni | Presenze     | Reti         | Ammonizioni  | Espulsioni   | Presenze | Reti   | Ammonizioni | Espulsioni |
| ---------------- | -------- | ------- | ----------- | ---------- | ------------ | ------------ | ------------ | ------------ | -------- | ------ | ----------- | ---------- |
| M. Albiero       | 26       | 1       | ?           | ?          | 4            | 0            | ?            | ?            | 30       | 1      | ?           | ?          |
| S. Borgonovo     | 18       | 2       | ?           | ?          | -            | -            | -            | -            | 18       | 2      | 0+          | 0+         |
| S. Braglia       | -        | -       | -           | -          | 2            | -2           | ?            | ?            | 2        | -2     | 0+          | 0+         |
| P. Bruno         | 29       | 0       | ?           | ?          | 4            | 0            | ?            | ?            | 33       | 0      | ?           | ?          |
| G. Butti         | 5        | 0       | ?           | ?          | 2            | 0            | ?            | ?            | 7        | 0      | ?           | ?          |
| F. Casagrande    | 11       | 0       | ?           | ?          | -            | -            | -            | -            | 11       | 0      | 0+          | 0+         |
| G. Centi         | 27       | 0       | ?           | ?          | 5            | 0            | ?            | ?            | 32       | 0      | ?           | ?          |
| D. Corneliusson  | 13       | 1       | ?           | ?          | 4            | 1            | ?            | ?            | 17       | 2      | ?           | ?          |
| M. De Solda      | 6        | 0       | ?           | ?          | 1            | 0            | ?            | ?            | 7        | 0      | ?           | ?          |
| O. Didonè        | 1        | 0       | ?           | ?          | -            | -            | -            | -            | 1        | 0      | 0+          | 0+         |
| S. Giunta        | 18       | 4       | ?           | ?          | 5            | 2            | ?            | ?            | 23       | 6      | ?           | ?          |
| G. Guerrini      | 10       | 0       | ?           | ?          | 3            | 0            | ?            | ?            | 13       | 0      | ?           | ?          |
| G. Invernizzi    | 27       | 1       | ?           | ?          | 5            | 0            | ?            | ?            | 32       | 1      | ?           | ?          |
| S. Maccoppi      | 28       | 1       | ?           | ?          | 5            | 0            | ?            | ?            | 33       | 1      | ?           | ?          |
| L. Mattei        | 26       | 1       | ?           | ?          | 5            | 0            | ?            | ?            | 31       | 1      | ?           | ?          |
| V. Mazzucato     | 7        | 0       | ?           | ?          | -            | -            | -            | -            | 7        | 0      | 0+          | 0+         |
| L. Moz           | 13       | 0       | ?           | ?          | 1            | 0            | ?            | ?            | 14       | 0      | ?           | ?          |
| E. Notaristefano | 27       | 2       | ?           | ?          | 5            | 2            | ?            | ?            | 32       | 4      | ?           | ?          |
| M. Paradisi      | 30       | -20     | ?           | ?          | 3            | -3           | ?            | ?            | 33       | -23    | ?           | ?          |
| L. Russo         | 11       | 0       | ?           | ?          | 5            | 0            | ?            | ?            | 16       | 0      | ?           | ?          |
| M. Simone        | 2        | 0       | ?           | ?          | 1            | 0            | ?            | ?            | 3        | 0      | ?           | ?          |
| M. Sinigaglia    | 1        | 0       | ?           | ?          | 1            | 0            | ?            | ?            | 2        | 0      | ?           | ?          |
| A. Tempestilli   | 29       | 0       | ?           | ?          | -            | -            | -            | -            | 29       | 0      | 0+          | 0+         |
| E. Todesco       | 24       | 2       | ?           | ?          | 5            | 1            | ?            | ?            | 29       | 3      | ?           | ?          |
| F. Turrini       | -        | -       | -           | -          | 1            | 0            | ?            | ?            | 1        | 0      | 0+          | 0+         |